# Papillome inversé

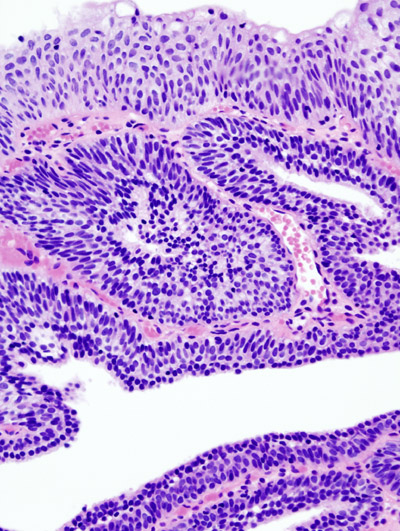
Papillome inversé de la vessie. HE, x400.

Un papillome inversé est une forme particulière de papillome qui peut se développer aux dépens de la vessie, de la conjonctive palpébrale, des fosses nasales. Le qualificatif d'inversé signifie que la végétation qui se forme à partir de l'épithélium, au lieu de pousser, croitre, de la surface de la muqueuse vers la cavité (vessie, uretère, fosse nasale) ou vers l'extérieur (conjonctive) — on parle alors de croissance exophytique — va ici se faire vers l'intérieur, dans l'épaisseur de la paroi concernée et on parle alors de croissance endophytique. Il s'agit toujours d'une lésion bénigne mais dont le potentiel de croissance est élevé.
Il est d'usage en oto-rhino-laryngologie de parler simplement de papillome inversé pour désigner la lésion qui se développe dans les fosses nasales ou dans les sinus paranasaux.
En urologie pour désigner le papillome inversé qui croît dans la paroi de la vessie on parlera plutôt de papillome urothélial inversé. Dans cette localisation le papillome n'est pas visible en cystoscopie. La localisation dans l'uretère est rare.
Sur la conjonctive palpébrale, le papillome paraît moins menaçant que dans les formes nasales.
Dans les formes nasales comme oculaires, le développement de ces papillomes inversés peut être en lien avec l'infection par certains types de papillomavirus humains,,.